# J. Christian Jensen
J. Christian Jensen é um cineasta americano. Como reconhecimento, foi nomeado ao Oscar 2015 na categoria de Melhor Documentário em Curta-metragem por White Earth.